# Maison au 3, rue du Klingeltor à Westhoffen
La maison au 3, rue du Klingeltor est un monument historique situé à Westhoffen, dans le département français du Bas-Rhin.

## Localisation
Ce bâtiment est situé au 3, rue du Klingeltor à Westhoffen.

## Historique
L'édifice fait l'objet d'une inscription au titre des monuments historiques depuis 1931.

## Architecture

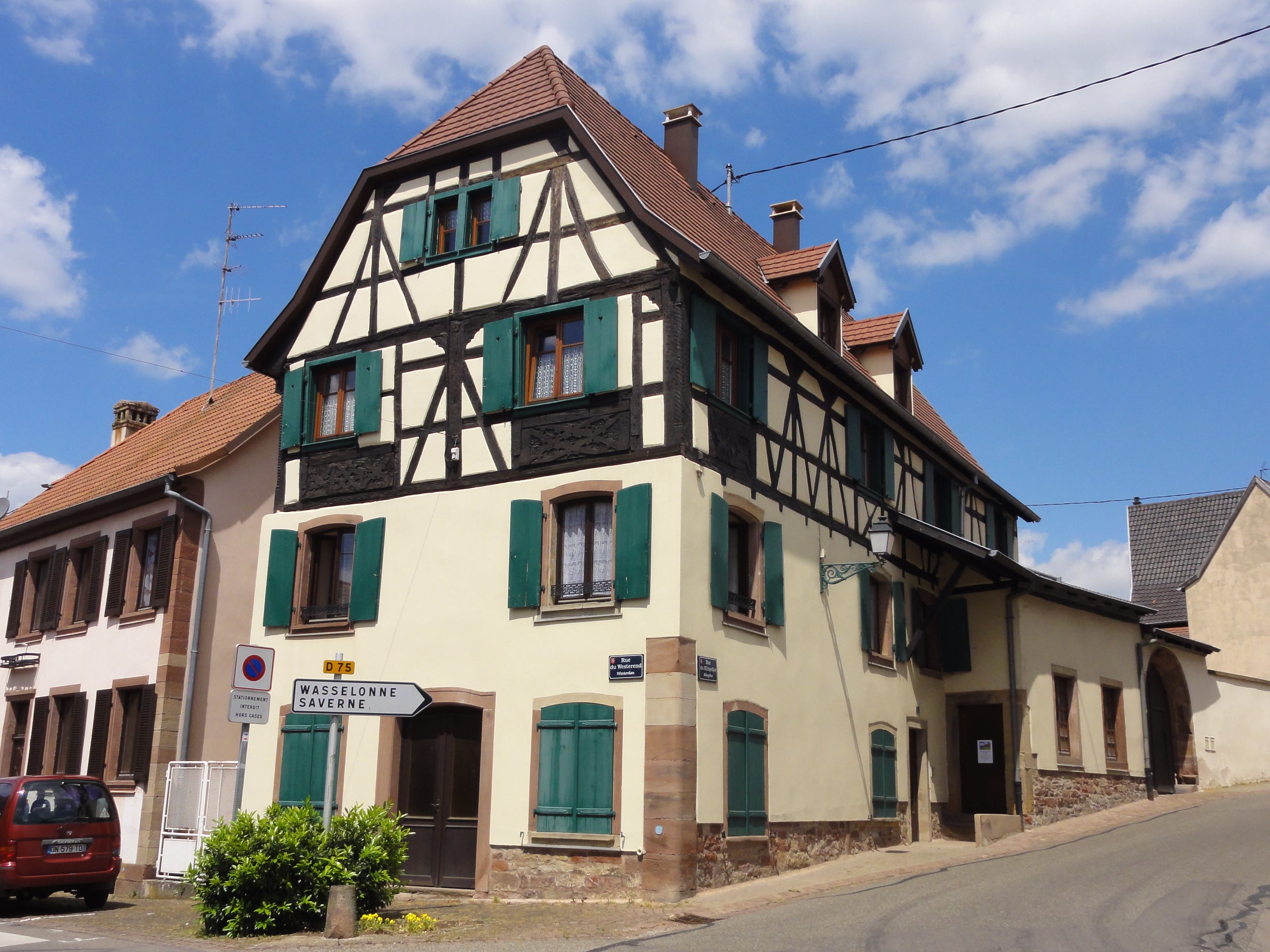
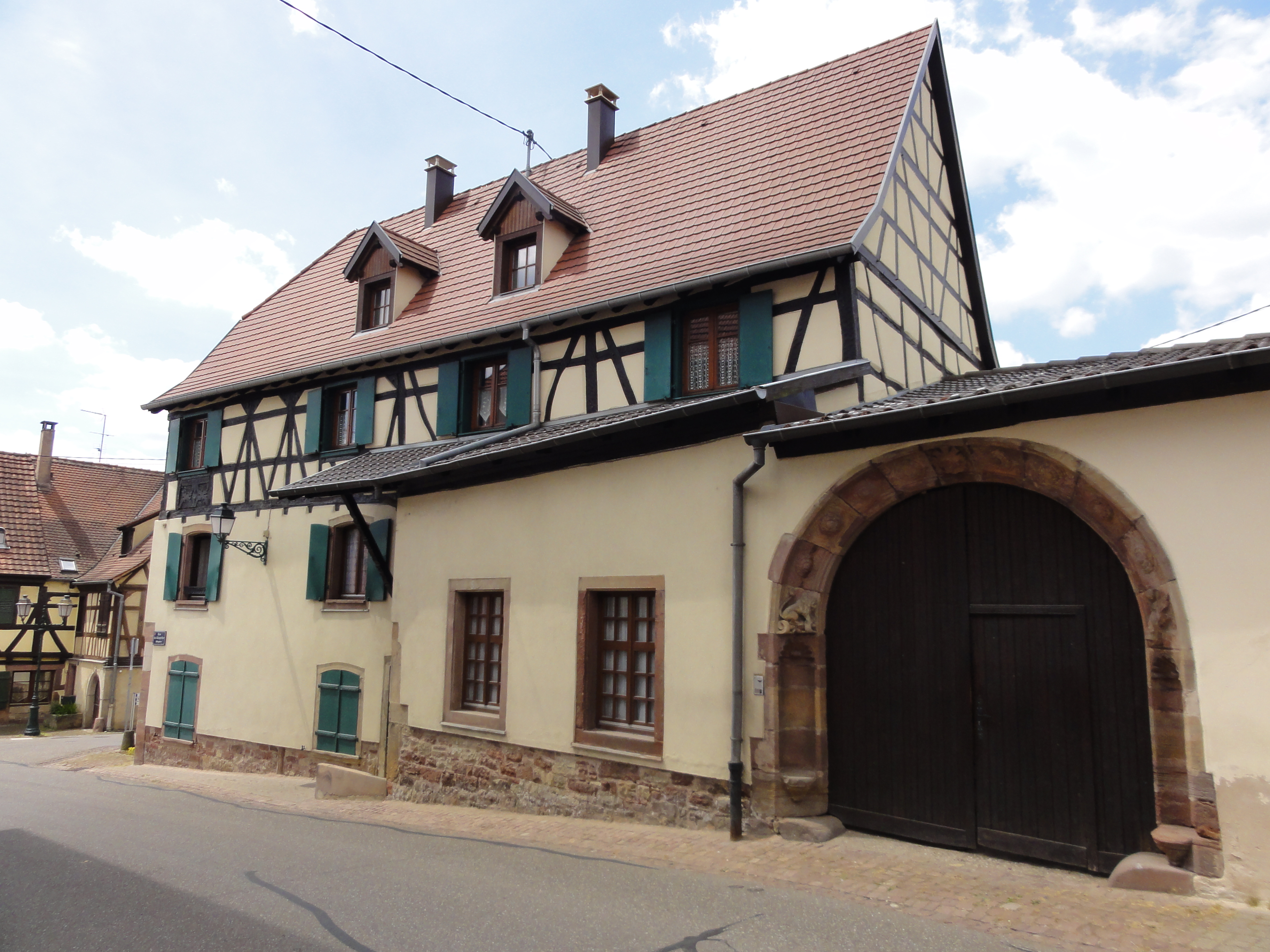
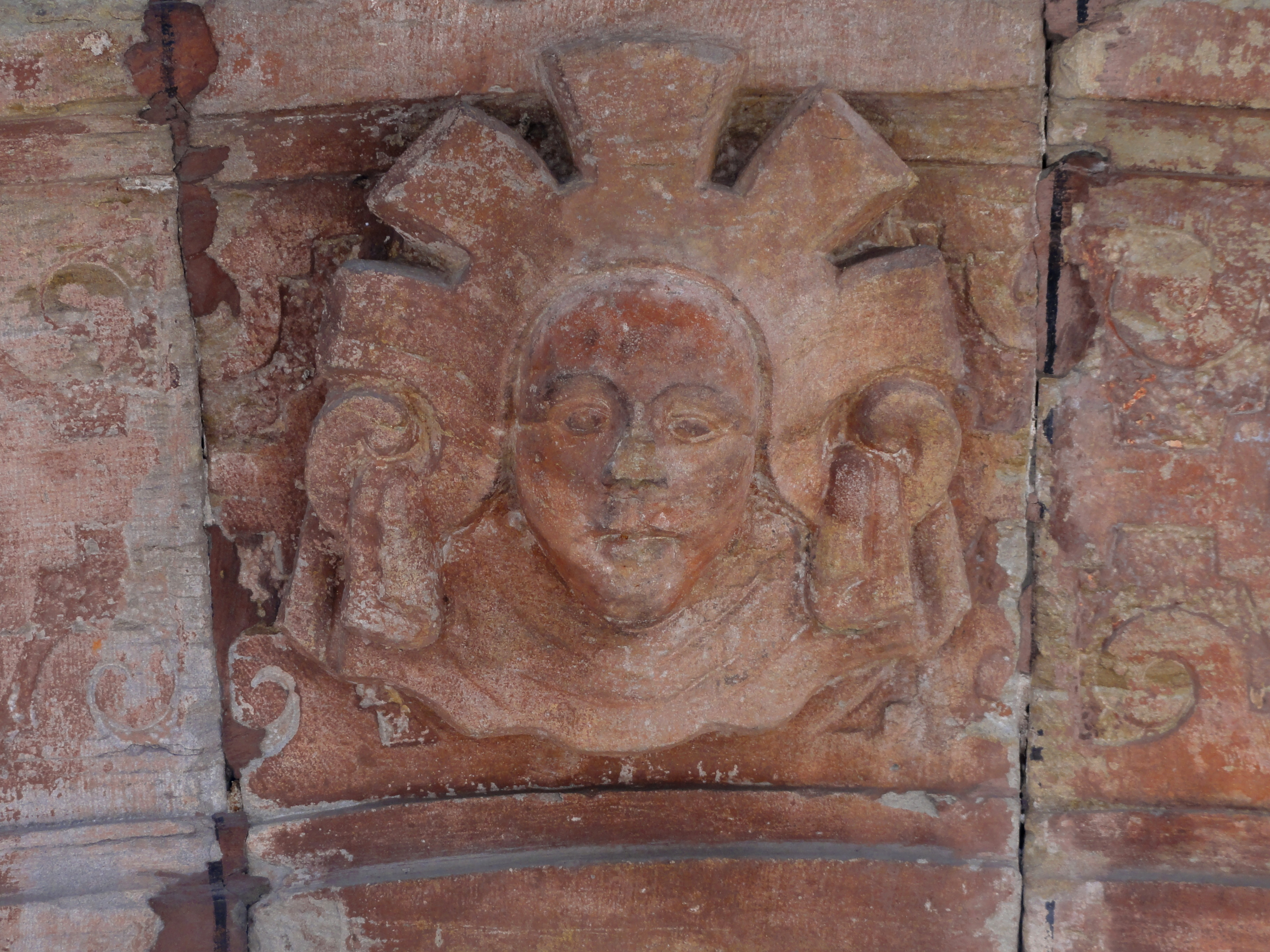
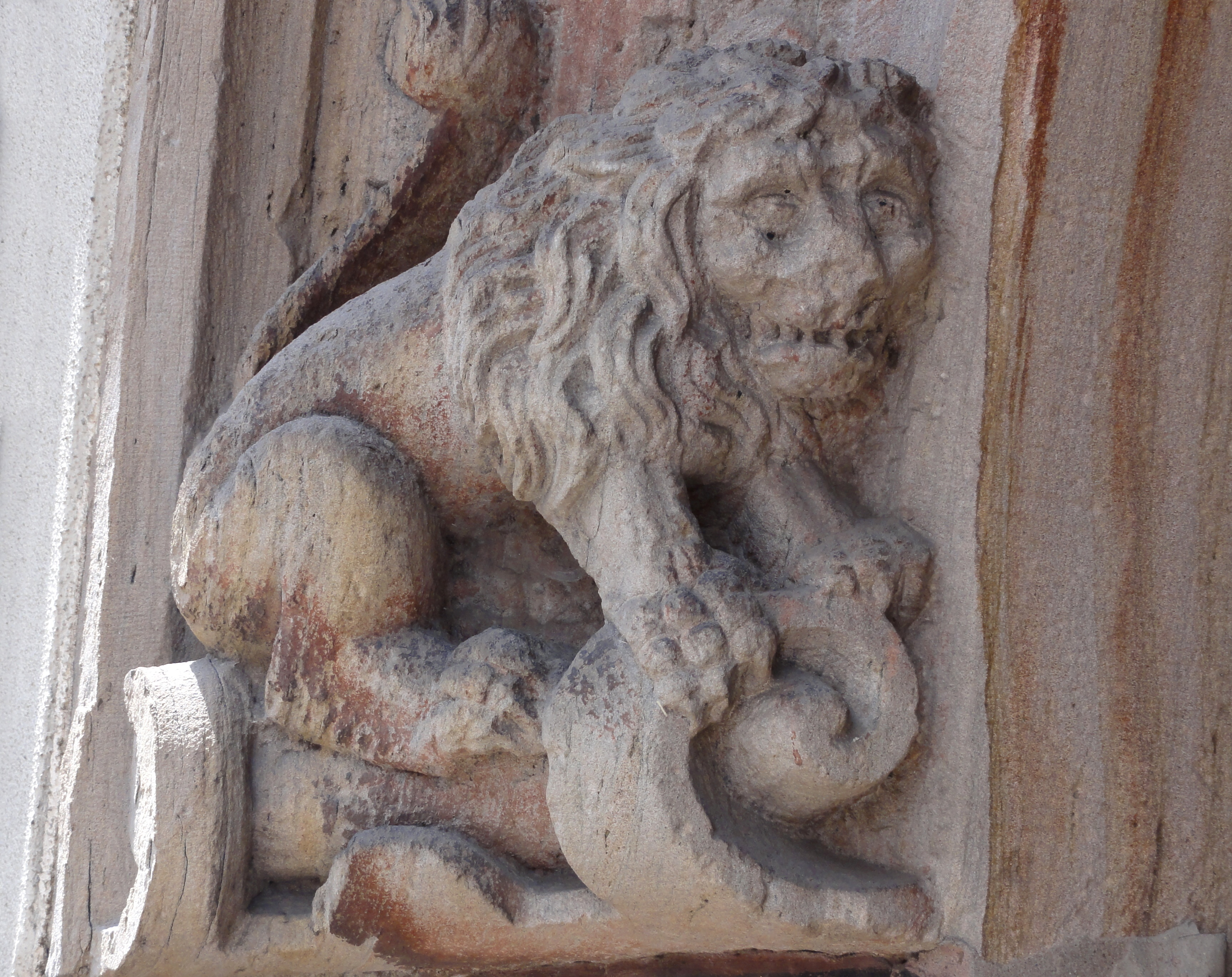
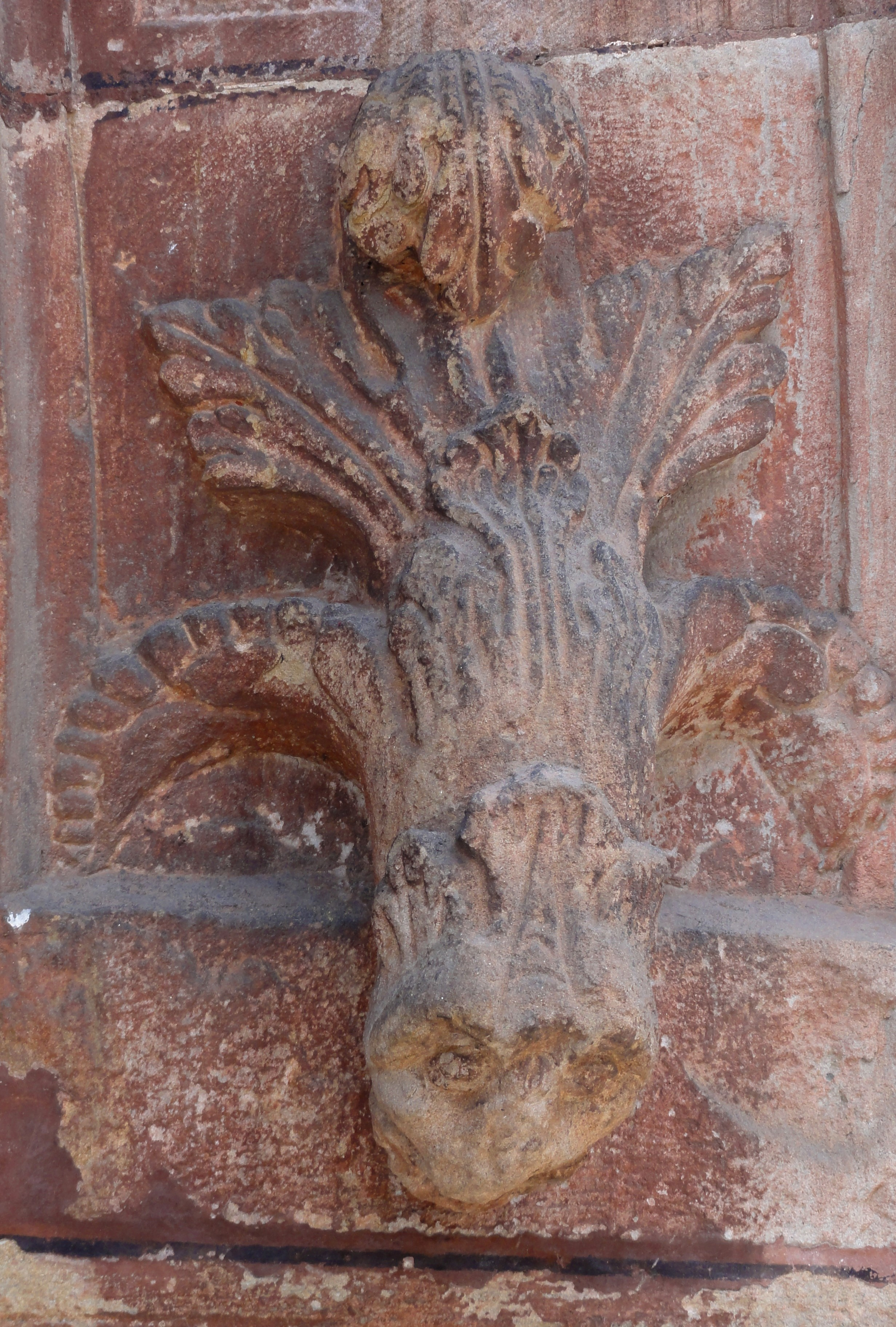